# Maria Auxiliadora
Maria Auxiliadora da Silva (Campo Belo, 24 de maio de 1935 – São Paulo, 20 de agosto de 1974) foi uma pintora e artista autodidata brasileira. Maria Auxiliadora conquistou reconhecimento nacional e internacional com suas obras que retratam cenas da vida doméstica e rural, religiões afrobrasileiras, danças, festas, carnaval, temáticas populares brasileiras e aspectos da vida urbana e cotidiana em comunidades da cidade de São Paulo, como por exemplo os bairros Brasilândia e Casa Verde. Realizou ainda autorretratos, principalmente perante a proximidade da morte por câncer em 1974, retratando sua batalha com a doença.
Provém de uma família de 18 irmãos, muitos dos quais artistas que expuseram seus trabalhos em feiras populares no Embu das Artes e na Praça da República, em São Paulo. Pertencem a família Silva o desenhista e pintor Sebastião Candido da Silva (1929 - 2016), o escultor Vicente Paulo da Silva (1930-1980); o artesão e pintor Benedito da Silva (1953-1998); o desenhista, o pintor e escultor João Cândido da Silva (1933) e sua esposa, a pintora Ilza Jacob da Silva (1946); a pintora Conceição Aparecida Silva (1938); a poeta Natália Natalice da Silva (1948); a pintora e criadora de bonecos Georgina Penha da Silva, mais conhecida por Gina (1949); e a contadora de histórias Efigênia Rosário da Silva (1937). A matriarca, Maria Trindade de Almeida Silva (1909-1991) era escultora, pintora, poetisa e bordadeira, e o pai, José Cândido da Silva, um trabalhador braçal de estrada de ferro, tocava acordeão de sete cordas. [carece de fontes?]

## Vida
Maria Auxiliadora e sua família transferiram-se para a cidade de São Paulo quando ela tinha apenas três anos. Ela deixou de frequentar à escola aos 12 anos de idade para ajudar no sustento de sua família. Passou então a trabalhar como empregada doméstica, só retornando ao ensino formal em 1972, aos 37 anos. Com 19, trabalha como bordadeira numa fábrica na Rua José Paulino, no bairro do Brás em São Paulo.
Em 1972, retorna aos estudos, se inscrevendo no Centro de Alfabetização de Adultos Beato Marcelino Champagnat, organizado pela Associação de Pais e Mestres do Colégio Arquidiocesano de São Paulo (universo que também retratou em seus trabalhos).
A partir de 1972, Maria Auxiliadora travou uma batalha contra o câncer, passando por seis operações, além de tentar a cura em centros espíritas e candomblé. Nunca parou de pintar, registrando cenas desta realidade como hospitais, ambulâncias, anjos e funerais. Faleceu em 20 de agosto de 1974, de câncer generalizado, na cidade de São Paulo.

## Carreira
Sem treino formal em artes, Maria Auxiliadora começa as atividades artísticas ainda jovem, aprendendo bordado com a mãe aos 9 anos, desenhando com carvão aos 14, passando para o lápis de cor aos 16-17 anos. Passou logo para o guache, e só aos 26 anos experimentou a tinta a óleo.
Em 1967, aos 32, decidiu se dedicar integralmente à pintura.
Em 1968, juntou-se (com outros integrantes de sua família) ao grupo que girava em torno do músico, teatrólogo e poeta negro Solano Trindade, no Embu das Artes, SP, onde se formara um centro de artesanato voltado principalmente para a arte e cultura afrobrasileira No mesmo ano, participa de diversos salões no estado de São Paulo, inclusive recebendo o primeiro prêmio no V Salão de Artes Plásticas do Embu das Artes.[carece de fontes?]
No inicio dos anos 1970, descontente com a situação no Embu, Maria Auxiliadora retorna a capital paulista, passando a expor seus trabalhos na Praça da República. Lá, conhece o marchand alemão Werner Arnhold e crítico de arte Mário Schemberg, que a apresentou para o cônsul dos Estados Unidos, Alan Fisher. Este último organizou em 1971 uma exposição da artista na Biblioteca do Consulado Americano em São Paulo. Foi Arnhold, todavia, que contribuiu definitivamente para seu renome na Europa, levando seus trabalhos a feiras de arte e exposições na Basiléia, Dusseldorf e Paris. Em 1971, o diretor do Musée d'art Naïf de Laval, na França, Pierre Bouvet adquire para o museu obras da artista.[carece de fontes?]
O reconhecimento de sua obra se deu postumamente, principalmente pela crítica internacional. Três anos depois de sua morte, a editora italiana Giulio Bolaffi publicou o livro Maria Auxiliadora da Silva, com textos de Max Fourny, diretor do Museu de Arte Naïf de l’Ile, França; Emanuel von Lauenstein Massarani, adido cultural do Brasil na Suíça; e Pietro Maria Bardi, diretor do Museu de Arte de São Paulo (MASP). Foram montadas exposições individuais em homenagem póstuma na Itália, França e Alemanha, além de no MASP e no Museu Nacional de Belas Artes, no Rio de Janeiro.[carece de fontes?]
No início da década de 1970, ela ficou descontente com a cena artística de Embu, que estava perdendo o foco na arte e na cultura afro-brasileira. Voltou para a cidade de São Paulo onde conheceu o marchand alemão Werner Arnhold e o crítico de arte brasileiro Mário Schemberg. Este último a apresentou ao cônsul da embaixada americana, Alan Fisher, que organizou uma mostra de suas obras na biblioteca da embaixada em 1971.
Em entrevista à crítica de arte Lélia Coelho Frota em 1972, a artista contou que suas primeiras pinturas, em 1968, eram planas, sem textura. Ela começou a brincar com a dimensionalidade, adicionando camadas grossas de tinta ou gesso misturadas com seu próprio cabelo ao pintar figuras e formas. O texto foi apresentado postumamente em 1978.
Em 2018, o Museu de Arte de São Paulo apresentou a exposição individual intitulada Maria Auxiliadora: vida cotidiana, pintura e resistência. Sua última exposição de grande circulação havia ocorrido em 1981, na mesma instituição.

## Exposições (seleção)
- 1968 17o Salão Paulista de Arte Moderna, Campinas
- 1969 26o Salão Paranaense, Federação das Indústrias do Estado do Paraná (Fiep), Curitiba
- 1970 6o Salão de Arte Contemporânea de Campinas, Museu de Arte Contemporânea José Pancetti (MACC), São Paulo
- 1975 Festa de Cores, Museu de Arte de São Paulo
- 1980 Imagens de Dança, Paço das Artes, São Paulo
- 2002 Pop Brasil: a arte popular e o popular na arte, Centro Cultural Banco do Brasil (CCBB)
- 2008 Brasil Brasileiro, Centro Cultural Banco do Brasil (CCBB)[2]
- 2018 Maria Auxiliadora: vida cotidiana, pintura e resistência, Museu de Arte de São Paulo[11]
- 2020 Black Histories, Black Futures, Boston, Museum of Fine Arts[12]

## Coleções
- Museu de Arte de São Paulo, São Paulo Brasil
- Museum of Fine Arts, Boston, Massachusetts, Estados Unidos
- Musée d'Art Naïf et des Arts Singuliers, Laval, França

## Prêmios
- 1968 5a Mostra de Arte, Embu das Artes, São Paulo

### Crítica
Emanuel von Lauenstein Massarani a situou na fronteira entre a arte primitivista e a arte bruta, longe do conformismo social e cultural.
Léia Coelho Frota caracteriza sua expressão visual pelo trabalho híbrido entre a pintura e o alto relevo, estando fronteiriça com a arte pop.

### Técnica
A variedade temática é um dos pontos principais de Maria Auxiliadora, que parece fazer uma crônica daquilo que via e vivia. Utilizava tinta acrílica de cores geralmente fortes, e salientava partes do corpo humano e das paisagens. Uma de suas características marcantes foi a frequente utilização do branco, proporcionando efeitos sutis e de extrema leveza plástica na representação de vestidos de escola de samba ou divindades do candomblé.
Em depoimento para Léia Coelho Frota em 1972, a artista diz que seus primeiros óleos, de 1968, eram chapados, sem relevo, "mas no fim desse ano eu comecei a fazer relevo com cabelo. Primeiro usando o próprio óleo para fixar, porque nessa época eu não conhecia ainda a massa da Wanda. Pegava a tinta bem grossa e imprimia o cabelo no meio da tinta. Eu pegava cabelo natural, muitas vezes o meu mesmo, pois muitas vezes eu pinto crioulos. Tive essa ideia quando estava pintando um quadro grande de candomblé, em 1968”.
A mesma época, explora a apropriação da escrita em suas obras, escrevendo diálogos diretamente nas telas saindo da boca das personagens, à maneira das histórias em quadrinhos.[carece de fontes?]